# Tuckerella
Tuckerella – rodzaj roztoczy z rzędu Trombidiformes i monotypowej rodziny Tuckerellidae. Obejmuje około 30 gatunków. Charakteryzują się podłużno-owalnym, czerwonym ciałem wyposażonym w białe, liściowate szczecinki na większej jego części i długie szczecinki ogonowe na jego tylnym końcu. Szczecinki ogonowe dzięki zdolności do szybkich ruchów mogą służyć odstraszaniu napastnika. Samice przechodzą cykl rozwojowy z trzema stadiami nimfalnymi, a samce z dwoma. Niektóre samice wykazują zdolność pedogenezy i mogą się rozmnażać w trzecim stadium nimfalnym. Pożywienie stanowią różne rośliny, w tym pędy i owoce roślin drzewiastych. Dwa gatunki są szkodnikami cytrusów w Ameryce Centralnej, w tym jeden wywołuje znaczne szkody w uprawach przez współwystępowanie z grzybem.

## Taksonomia i ewolucja
Rodzaj ten został opisany w 1940 roku przez Herberta Womersleya, który sklasyfikował go w obrębie przędziorkowatych. Zaliczył do niego wówczas tylko gatunek typowy: Tenuipalpus ornatus, opisany w 1926 roku przez R. W. E. Tuckera, którego upamiętnia nazwa rodzajowa. W 1953 roku Edward William Baker i Arthur Earl Pritchard umieścili ten rodzaj we własnej, monotypowej rodzinie Tuckerellidae.
Współcześnie rodzina ta zaliczana jest do nadrodziny Tetranychoidea wraz z przędziorkowatymi, Allochaetophoridae, Linotetranidae i Tenuipalpidae. Prawdopodobnie jest to najmłodsza ewolucyjnie rodzina tej nadrodziny. Jedyny gatunek kopalny, T. fossilibus, został znaleziony w bursztynie z późnego eocenu.

## Opis
Ciało mają podłużno-owalne, jaskrawoczerwone z białymi szczecinkami, podzielone na gnatosomę i idiosomę. U T. ornata wymiary ciała to około 400 μm długości na 200 μm szerokości. Gnatosoma z długimi, czteroczłonowymi nogogłaszczkami, zakończonymi zestawem pazurków, z których pierwszy znajduje się już na goleniu. Idiosoma podzielona na przednią propodosomę i tylną hysterosomę. Na propososomie leżą dwie pierwsze pary odnóży, a jej grzbietowa strona nosi nazwę prodorsum. Na prodorsum leżą 4 pary szczecin: wertykalne wewnętrzne, wertykalne zewnętrzne, skapularne wewnętrzne i skapularne zewnętrzne. Leżeć na nim mogą również dwie pary oczy położonych bocznie. 
Grzbietowa część hysterosomy dzieli się na cztery płytki, noszące oznaczenia kolejno: C, D, EF i H. Znajdują się na nich pory oraz 36 par białych, liściokształtnych szczecinek, które pełnią najpewniej funkcje obronne. Na płytce C leży szereg szczecin od c1 do c7, na D rządek od d1 do d3, na EF dwa rządki: od e1 do e4 i od f1 do f2. Szeregi szczecin c, d i e ustawione są L-kształtnie, zaś f poprzecznie. Na płytce H obecne są długie, nitkowate, orzęsione szczecinki ogonowe (kaudalne), ustawione w poprzeczny szereg. Roztocz potrafi nimi błyskawicznie poruszać nad ciałem, co ma za zadanie zmylić lub odstraszyć potencjalnego drapieżcę. Szczecinki ogonowe obecne są w parach od h1 do h8 lub od h1 do h5 plus h7. Liczba porów na płytkach C, D i H wynosi dwa, natomiast na EF cztery. Na spodzie hysterosomy leżą dwie tylne pary odnóży i rejon genitalny. U samicy w rejonie tym położone są dwie pary szczecin aggenitalnych, cztery genitalnych i trzy pseudanalnych. U samca leży tam tylko jedna para szczecin genitalnych. Obie płcie mają trzy pary szczecin międzybiodrowych (interkoksalnych) oznaczonych: ic1, ic3 i ic4.
Odnóża są krótkie. Pojedyncze solenidia obecne są tylko na goleniach pierwszej ich pary. Przedstopia (szczytowe części stóp) wyposażone są w dwa właściwe pazurki i owłosione, poduszczkowate empodium. Ilość szczecinek (chetotaksja) na odnóżach przedstawia się następująco:
| pary odnóży | biodro | krętarz | udo | kolano | goleń | stopa |
| ----------- | ------ | ------- | --- | ------ | ----- | ----- |
| I           | 2      | 1       | 7   | 5      | 8     | 14    |
| II          | 2      | 1       | 7   | 4      | 5     | 11    |
| III         | 1      | 2       | 2   | 1      | 5     | 8     |
| IV          | 1      | 1       | 1   | 0      | 4     | 8     |

## Biologia rozwoju
Pierwszym stadium cyklu rozwojowego jest larwa, po której następują stadia nimfalne. Samice przechodzą cykl z trzema stadiami nimfalnymi: protonimfą, deutonimfą i tritonimfą. Z tritonimfy powstaje osobnik dorosły. U samic T. knorri stwierdzono zdolność do pedogenezy. Jaja mogą się u tego gatunku rozwijać już w stadium tritonimfy i rozmnażanie możliwe jest przed osiągnięciem przez samicę stadium osobnika dorosłego. U samców (co najmniej dwóch gatunków) osobnik dorosły rozwija się bezpośrednio ze stadium deutonimfy, w związku z czym stadium tritonimfy jest pomijane w rozwoju.
Stadia młodociane różnią się od siebie oraz od osobników dorosłych m.in. rozmiarami i chetotaksją (ilością, rozmieszczeniem i kształtem różnych szczecin). Ponadto larwa ma tylko trzy pary odnóży.

## Ekologia i znaczenie
Jeden z gatunków, T. littoralis, został pozyskany z mchów na brzegu słonowodnej zatoki. Pozostałe gatunki można natomiast podzielić na dwie grupy ekologiczne. Pierwsza to roztocze związane prawdopodobnie z narządami podziemnymi roślin, jak korzenie traw. Jej przedstawiciele znajdowani są w glebie. 
Druga grupa związana jest z nadziemnymi pędami i owocami roślin drzewiastych. Niektóre z nich spotykane są na roślinach o znaczeniu gospodarczym, np. T. jianfengensis na guanábanie, T. hainanensis na kawie arabskiej czy T. xinglongensis na Polyscias fruticosa. 4 gatunki występują na cytrusach, ale tylko dwa powodują szkody w ich uprawach: T. pavoniformis i T. knorri. Pierwszy uznawany jest za szkodnika roślin owocowych w Ameryce Centralnej, choć nie notowano jego związku z uszkadzaniem cytusów. T. knorri natomiast jest często nosicielem grzyba Sphaceloma fawcettii, wywołującego nieregularne pęknięcia skórki owoców. W Kostaryce współwystępowanie tego roztocza z grzybem przyczynia się do zauważalnych strat w uprawach cytryn.

## Gatunki
Należą tu gatunki:

- Tuckerella ablutus Chaudhri, 1971[13]
- Tuckerella anommata Smith-Meyer et Ueckermann, 1997
- Tuckerella channabasavannai Mallik et Kumar, 1992
- Tuckerella coleogynis Jorgensen, 1967[14]
- Tuckerella delhiensis Ghai et Manider, 1976[15]
- Tuckerella elegans Rossi de Simons, 1972[16]
- Tuckerella eloisae Servin et Otero, 1989
- Tuckerella equalis Chaudhri, 1971[13]
- Tuckerella filipina Corpuz-Raros, 2001
- Tuckerella flabellifera Miller, 1964[9]
- †Tuckerella fossilibus Khaustov, Sergeyenko et Perkovsky, 2014[7]
- Tuckerella ghotkiensis Chaudhri, 1974[17]
- Tuckerella hainanensis Lin et Fu, 1997
- Tuckerella hypoterra McDaniel, Morihara & Lewis, 1975[18]
- Tuckerella indica Prasad, 1973[19]
- Tuckerella japonica Ehara, 1975[20]
- Tuckerella jianfengensis Lin et Fu, 1997
- Tuckerella knorri Baker et Tuttle, 1975[21]
- Tuckerella kumaonensis Gupta, 1979
- Tuckerella litoralis Collyer, 1969
- Tuckerella murreensis Chaudhri, 1971[13]
- Tuckerella nilotica Zaher et Rasmy, 1970
- Tuckerella ornata (Tucker, 1926)
- Tuckerella revelata Beard & Walter, 2005[10]
- Tuckerella saetula Chaudhri, 1971[13]
- Tuckerella spechtae Womersley, 1957[22]
- Tuckerella xiamenensis Lin, 1982
- Tuckerella xinglongensis Lin-Yanmou et Fu-Yuegua, 1997